# Hansjörg Knauthe
Hansjörg Knauthe (ur. 13 lipca 1944 w Geising) – niemiecki biathlonista startujący w barwach NRD, dwukrotny medalista olimpijski i brązowy medalista mistrzostw świata.

## Kariera
Reprezentował klub SG Dynamo Zinnwald. Pierwszy sukces osiągnął w 1966 roku, zdobywając srebrny medal w biegu indywidualnym podczas mistrzostw NRD. Rok później wystąpił na igrzyskach olimpijskich w Grenoble, gdzie rywalizację w tej samej konkurencji ukończył na 21. miejscu.
Na arenie międzynarodowej pierwszy medal zdobył w 1970 roku, kiedy podczas mistrzostw świata w Östersund wspólnie z Hansem-Gertem Jahnem, Dieterem Speerem i Horstem Koschką zajął trzecie miejsce w sztafecie. Na tej samej imprezie indywidualnie był osiemnasty. Na rozgrywanych rok później mistrzostwach świata w Hämeenlinna osiągnął słabsze wyniki, zajmując 21. miejsce w biegu indywidualnym oraz dziesiąte w sztafecie.
W 1972 roku brał udział w igrzyskach olimpijskich w Sapporo, gdzie wywalczył dwa medale. Najpierw zajął drugie miejsce w biegu indywidualnym, rozdzielając na podium Norwega Magnara Solberga i Larsa-Görana Arwidsona ze Szwecji. Następnie razem z Horstem Koschką, Dieterem Speerem i Joachimem Meischnerem zajął trzecie miejsce w sztafecie.

## Osiągnięcia

### Igrzyska olimpijskie
| Rok  | Miejscowość | Konkurencje | Konkurencje | Konkurencje | Konkurencje | Konkurencje | Konkurencje | Konkurencje |
| Rok  | Miejscowość | IN          | SP          | PU          | MS          | RL          | MR          | SR          |
| ---- | ----------- | ----------- | ----------- | ----------- | ----------- | ----------- | ----------- | ----------- |
| 1968 | Grenoble    | 21.         | nd.         | nd.         | nd.         | –           | nd.         | –           |
| 1972 | Sapporo     | 2.          | nd.         | nd.         | nd.         | 3.          | nd.         | –           |

### Mistrzostwa świata
| Rok  | Miejscowość | Konkurencje | Konkurencje | Konkurencje | Konkurencje | Konkurencje | Konkurencje | Konkurencje |
| Rok  | Miejscowość | IN          | SP          | PU          | MS          | RL          | MR          | SR          |
| ---- | ----------- | ----------- | ----------- | ----------- | ----------- | ----------- | ----------- | ----------- |
| 1970 | Östersund   | 18.         | nd.         | nd.         | nd.         | 3.          | nd.         | –           |
| 1971 | Hämeenlinna | 21.         | nd.         | nd.         | nd.         | 10.         | nd.         | –           |